# Britt Karlsson
Britt Karlsson, född 1956, är en svensk vinskribent baserad i Frankrike. Tillsammans med sin man Per Karlsson driver hon vinresearrangören BKWine som också har en vininriktad webbsajt, BKWine Magazine, där även andra gästskribenter deltar. Britt Karlsson har ett särskilt fokus på franska viner och har bland annat utmärkt sig genom att verka för att få en svensk publik att upptäcka en ny generation av viner från Sydfrankrike.
Hon är bland annat huvudförfattare till en svensk vinbok om Languedoc, vilket är en region som tidigare inte varit föremål för särskilda vinböcker.
2009 kom hon ut med en bok om vinodling och vintillverkning, i samarbete med Per Karlsson: "Ett vin blir till, arbetet i vingården och i vinkällaren", med fotografi av Per Karlsson. Ett vin blir till är den första bok på svenska som på ett tekniskt korrekt sätt beskriver för en lekman hur vinodling och vintillverkning går till. Boken vann Måltidsakademiens pris för årets bästa vinbok (vinnare av kategorin ”dryckeslitteratur”) och Gourmand World Cookbook Awards pris som Världens bästa vinbok för professionella.
2012 kom hon ut med sin tredje bok, om vinets inverkan på miljön och om ekologisk vinodling: "Vinet och miljön, ekologiskt, biodynamiskt och naturligt", med fotografi av Per Karlsson, som också vann pris både i Sverige och internationellt av Gourmand World Cookbook Awards.
Hon har också medverkat på frilansbasis i olika vintidningar: Bolaget, Livets Goda, Allt om Vin, Mat & Vänner, PS Magazine med mera, samt i Sveriges Radio.
Under 1990-talet och 00-talet organiserade hon i Paris Scandinavian Wine Fair, en vinmässa för skandinaver som är inblandade i vinproduktion runt om i världen.
Hon har anlitats som vindomare i internationella vintävlingar. Som sådan har hon suttit i juryn i vintävlingar i ett flertal länder: Argentina, Belgien, Brasilien, Bulgarien, Chile, Frankrike, Italien, Kina, Portugal, och Uruguay.

## Priser och utmärkelser
- Årets bästa vinbok (kategori dryckeslitteratur) i Sverige, "Ett vin blir till, arbetet i vingården och i vinkällaren", Måltidsakademien, 2010
- Världens bästa vinbok för professionella, "Ett vin blir till, arbetet i vingården och i vinkällaren", Gourmand World Cookbook Awards, 2010
- Årets Vinprofil av Föreningen Munskänkarna 2011
- Bästa svenska vinbok för professionella, och World’s best drinks (wine) education book, andraplats, "Vinet och miljön, ekologiskt, biodynamiskt och naturligt", Gourmand World Cookbook Awards  2012